# Aidian
Aidian (kinesiska: 爱店镇, 爱店) är en köping i Kina. Den ligger i köpingen Aidian, den autonoma regionen Guangxi, i den södra delen av landet, omkring 170 kilometer sydväst om regionhuvudstaden Nanning. Antalet invånare är 7124. Befolkningen består av 3 287 kvinnor och 3 837 män. Barn under 15 år utgör 22,0 %, vuxna 15-64 år 69 %, och äldre över 65 år 8,0 %.
Genomsnittlig årsnederbörd är 2 443 millimeter. Den regnigaste månaden är augusti, med i genomsnitt 516 mm nederbörd, och den torraste är januari, med 21 mm nederbörd.